# Майкъл Майндкрайм
Димитър Славейков, известен под псевдонима Майкъл Майндкрайм, е най-продуктивният и един от най-популярните български автори на книги-игри. През 90-те години на ХХ век са издадени тридесет негови книги-игри, пет от които под псевдонима Стюърт Дарк.

## Биография
Димитър Славейков е роден в София, където получава и своето образование – в 112-о основно училище, Софийска Математическа Гимназия, специалност математика и Университет по архитектура, строителство и геодезия, специалност хидротехническо строителство.
През лятото на 1992 г. започва да пише първата си книга-игра „Изпитанието“ и я завършва в края на годината, след което повече от половин година получава откази от различни издателства. От издателство Плеяда проявяват интерес към книгата през лятото на 1993 г. и я издават през ноември същата година. Главният герой в нея е суперагентът Майк, който впоследствие се появява в още няколко книги и става един от емблематичните за творчеството му образи.
През 1994 г. Славейков поставя началото на нов поджанр с излизането на първата спортна книга-игра – „Демоните в НБА“ (на баскетболна тематика). След нея написва „Боговете на футбола“. Малко след излизането на втората на пазара, българският отбор постига най-големия си успех на световни първенства, достигайки до полуфинал в САЩ и това прави тази книга най-продаваната негова книга. Характерни за неговите книги са множеството логически избори, решаването на загадки и мини-игрите. Към края на 90-те Майндкрайм опитва да запази интереса на порастващата възрастово публика, като ориентира творчеството си към малко по-възрастна аудитория (младежка вместо детска). Написва „Пробивът“ (на музикална тематика) и поредицата за Хлапето, който остава един от най-противоречивите образи в жанра поради престъпния си и порочен живот.
Сред литературните му опити остават един публикуван в списание „МЕГАИГРА“ разказ „Принципи на оцеляване“, един несполучлив във финансово отношение опит за поръчков роман „Дъщерята на Касандра“ по латино-сериал и несполучлив в литературно отношение опит за исторически роман за Спартак (бележка – от цитат на М. Майндкрайм).
Майндкрайм придобива славата на конфликтна личност заради критиките си към творби на свои колеги и недоволството си към издателите от условията, при които се налага да работят авторите на книги-игри. За трибуна той често ползва рубриката „Няколко думи от автора“, която добива популярност със своята хапливост и прямост. В края на 1999 г. Майндкрайм прекъсва писането на книги-игри и оттогава работи за българо-американски компании в сферата на разпространение и контрол на интернет-рекламата.
През 2011 г. покрай възраждането на жанра се организира инициатива от негови почитатели и той склонява да напише без хонорар още една книга-игра, като средствата покрай издаването ѝ са предварително събрани от тях. Уговорено е тиражът от нея да бъде разпределен между участниците в инициативата, без тя да излиза на пазара на книги. Нейното излизане се очакваше в началото на 2013 г., но по-късно бе отложено за есента на същата година. До момента тя не е излязла.